# 阿伊-哈努姆
阿伊-哈努姆（Ai-Khanoum，意为“月亮夫人”）又译艾伊-哈努姆等，是位于阿富汗塔哈尔省的考古遗迹，该遗迹属于希腊化时期，曾是希腊-巴克特里亚王国的城市。1961年由法国考古队发现并进行发掘。
该城建于公元前4世纪亚历山大东征后，可能是公元前300年至公元前285年之间，考古发现认为该城毁于公元前二世纪。

希腊化时期的巴克特里亚

关于该遗址对应文献记载中的何地，还未有十分明确的结论，但大多数学者认为对应托勒密所记载的乌浒河畔亚历山德里亚（Ἀλεξάνδρεια ἡ ἐπὶ τοῦ Ὄξου），该城其后可能改称尤克拉蒂迪亚（Eucratidia）。